# Wallertheim
Wallertheim est une commune allemande appartenant à la commune fusionnée de Wörrstadt, dans l'arrondissement d'Alzey-Worms (Land de Rhénanie-Palatinat).

## Le site archéologique

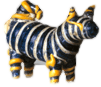
Le chien en verre polychrome de Wallertheim

Un site archéologique réputé pour ses nombreux artéfacts et restes fauniques de l'âge de la pierre est situé sur le territoire de la commune, sur l'emplacement d'une ancienne briqueterie au sud-ouest de la gare du village. 
Les fouilles ont notamment permis de mettre au jour un spécimen rarissime de minuscule figurine animale en verre polychrome appartenant à la civilisation celtique : le Chien en verre de Wallertheim, aujourd'hui conservé au musée du Land de Mayence.
Les artéfacts lithiques sont conservés au Monrepos (centre de recherche) du château Monrepos de Neuwied et au musée d'histoire naturelle de Mayence.